# Nylabu Daya
Nylabu Daya is een bestuurslaag in het regentschap Pamekasan van de provincie Oost-Java, Indonesië. Nylabu Daya telt 2494 inwoners (volkstelling 2010).